# Transistor IGBT
El transistor bipolar de puerta aislada (conocido por la sigla IGBT, del inglés insulated-gate bipolar transistor) es un dispositivo semiconductor que se aplica como interruptor controlado en circuitos de electrónica de potencia.
Este dispositivo posee las características de las señales de puerta de los transistores de efecto campo con la capacidad de alta corriente y bajo voltaje de saturación del transistor bipolar, combinando una puerta aislada FET para la entrada de control y un transistor bipolar como interruptor en un solo dispositivo. El circuito de excitación del IGBT es como el del MOSFET, mientras que las características de conducción son como las del BJT. 
Los transistores IGBT han permitido desarrollos que no habían sido viables hasta entonces, en particular en los variadores de frecuencia así como en las aplicaciones en máquinas eléctricas, convertidores de potencia, domótica y Sistemas de Alimentación Ininterrumpida, entre otras aplicaciones.

## Historia
Los inventores japoneses Kozo Yamagami e Y. Akakiri, de la empresa japonesa Mitsubishi Electric, propusieron en 1968 un dispositivo de cuatro capas alternas semiconductoras P-N-P-N cuyo funcionamiento fuera controlado mediante una estructura de puerta de semiconductor de óxido metálico (MOS), sin acción regenerativa. Esta patente fue concedida en 1972 bajo el código SHO 47-21739. Este modo de operación fue reportado experimentalmente por vez primera en 1978 en un rectificador controlado de silicio (SCR) por los estadounidenses Brad W. Scharf y James D. Plummer, quienes no persiguieron la comercialización de sus ideas sobre el dispositivo. El modo de operación descrito por ambos investigadores también fue descubierto de manera experimental por J. Jayant Baliga, en 1979, en un dispositivo al que llamó «dispositivo MOSFET con surco vertical con la región de drenaje reemplazada por una región de ánodo de tipo P». Plummer solicitó una patente para el dispositivo que propuso en 1978.
Un dispositivo idéntico, fue inventado por Hans W. Becke y Carl F. Wheatley quienes presentaron una solicitud de patente en 1980, y que se denominaron «MOSFET de potencia con una región de ánodo». Esta patente ha sido llamada «la patente seminal del transistor bipolar de puerta aislada». En la patente se afirmó que «ninguna acción de tiristores se produce en todas las condiciones de funcionamiento del dispositivo». Esto significa sustancialmente que el dispositivo exhibe operación de IGBT sin enclavamiento a lo largo de todo el rango de funcionamiento del dispositivo.

## Aplicaciones
- Dispositivo de potencia: empleado en dispositivos de conversión de energía.
- Control de motores: utilizado en la gestión de motores eléctricos.
- Tecnologías energéticas sostenibles: Aplicado en la captación y regulación de energía en paneles solares y aerogeneradores.
- Electrodomésticos de gran consumo energético: Presente en electrodomésticos tales como aires acondicionados, lavadoras y cocinas de inducción.

## Características

Sección de un IGBT.

El transistor IGBT es adecuado para velocidades de conmutación de hasta 100 kHz y ha sustituido al BJT en muchas aplicaciones. Es usado en aplicaciones de altas y medias energía como fuente conmutada, control de la tracción en motores y cocina de inducción. Grandes módulos de IGBT consisten en muchos dispositivos colocados en paralelo que pueden manejar altas corrientes del orden de cientos de amperios con voltajes de bloqueo de 6.000 voltios. 
Se puede concebir el IGBT como un transistor Darlington híbrido. Tiene la capacidad de manejo de corriente de un bipolar pero no requiere de la corriente de base para mantenerse en conducción. Sin embargo las corrientes transitorias de conmutación de la base pueden ser igualmente altas. En aplicaciones de electrónica de potencia es intermedio entre los tiristores y los MOSFET. Maneja más potencia que los segundos siendo más lento que ellos y lo inverso respecto a los primeros. 

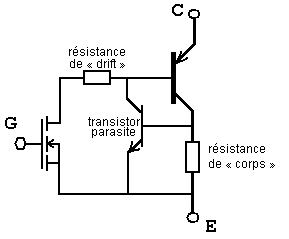
Circuito equivalente de un IGBT.

Este es un dispositivo para la conmutación en sistemas de alta tensión. La tensión de control de puerta es de unos 15 V. Esto ofrece la ventaja de controlar sistemas de potencia aplicando una señal eléctrica de entrada muy débil en la puerta.